# Haliclona venusta
Haliclona venusta är en svampdjursart som först beskrevs av James Scott Bowerbank 1875.  Haliclona venusta ingår i släktet Haliclona och familjen Chalinidae. Inga underarter finns listade i Catalogue of Life.